# I See Fire
I See Fire è un singolo del cantautore britannico Ed Sheeran, composto per i titoli di coda del film Lo Hobbit - La desolazione di Smaug e pubblicato il 5 novembre 2013.
Inserito inizialmente nella colonna sonora The Hobbit: The Desolation of Smaug (Original Motion Picture Soundtrack), il singolo è stato in seguito inserito anche nell'edizione deluxe di X, quarto album del cantante.

## Classifiche

### Classifiche settimanali
| Classifica (2013) | Posizione massima |
| ----------------- | ----------------- |
| Australia         | 10                |
| Austria           | 3                 |
| Belgio (Fiandre)  | 6                 |
| Belgio (Vallonia) | 50                |
| Danimarca         | 3                 |
| Finlandia         | 5                 |
| Francia           | 72                |
| Germania          | 2                 |
| Irlanda           | 8                 |
| Islanda           | 1                 |
| Lussemburgo       | 2                 |
| Norvegia          | 1                 |
| Nuova Zelanda     | 1                 |
| Paesi Bassi       | 10                |
| Regno Unito       | 13                |
| Spagna            | 47                |
| Stati Uniti       | 101               |
| Svezia            | 1                 |
| Svizzera          | 2                 |

### Classifiche di fine anno
| Classifica (2014) | Posizione |
| ----------------- | --------- |
| Regno Unito       | 71        |